# Windlestraw Law
Windlestraw Law är ett berg i Storbritannien.   Det ligger i kommunen Scottish Borders och riksdelen Skottland, i den centrala delen av landet, 500 km norr om huvudstaden London. Toppen på Windlestraw Law är 657 meter över havet. Windlestraw Law ingår i Moorfoot Hills.
Terrängen runt Windlestraw Law är huvudsakligen lite kuperad. Runt Windlestraw Law är det ganska glesbefolkat, med 38 invånare per kvadratkilometer. Närmaste större samhälle är Peebles, 12,1 km väster om Windlestraw Law. I omgivningarna runt Windlestraw Law växer i huvudsak blandskog.